# Liste der Baudenkmäler in Tuntenhausen
Auf dieser Seite sind die Baudenkmäler in der oberbayerischen Gemeinde Tuntenhausen zusammengestellt. Diese Tabelle ist eine Teilliste der Liste der Baudenkmäler in Bayern. Grundlage ist die Bayerische Denkmalliste, die auf Basis des Bayerischen Denkmalschutzgesetzes vom 1. Oktober 1973 erstmals erstellt wurde und seither durch das Bayerische Landesamt für Denkmalpflege geführt wird. Die folgenden Angaben ersetzen nicht die rechtsverbindliche Auskunft der Denkmalschutzbehörde.

## Baudenkmäler in den Gemeindeteilen

### Tuntenhausen
| Lage                        | Objekt                                              | Beschreibung | Akten-Nr.    | Bild           |
| --------------------------- | --------------------------------------------------- | --- | ------------ | -------------- |
| Hörmatinger Feld (Standort) | Bildstock                                           | gemauerter Pfeiler mit Zeltdach, wohl 19. Jh. | D-1-87-179-6 | weitere Bilder |
| Kirchplatz 1 (Standort)     | Kath. Pfarr- und Wallfahrtskirche Mariä Himmelfahrt | dreischiffige Hallenkirche mit Chorumgang, Turmbekrönung mit zwei Spitzhelmen, nach Bränden 1548 und 1584 unter Einbeziehung des Chores und des Turmes von Veit Schmidt 1627/30 neu errichtet, Chor Ende 15. Jh., Türme 1513–33, Turmkapelle spätgotisch; mit Ausstattung; Friedhof über hohen Stützmauern. | D-1-87-179-1 | weitere Bilder |
| Kirchplatz 2 (Standort)     | Pfarrhaus                                           | zweigeschossig mit Schopfwalmdach und Freitreppe, 17. Jh. | D-1-87-179-2 | weitere Bilder |
| Tillystraße 7 (Standort)    | Bauernhaus                                          | zweigeschossiger Satteldachbau mit Putzgliederungen und Eisenbalkon, Ende 19. Jh. | D-1-87-179-4 | weitere Bilder |

### Aich
| Lage                               | Objekt           | Beschreibung | Akten-Nr.     | Bild             |
| ---------------------------------- | ---------------- | --- | ------------- | ---------------- |
| Weihenlindener Straße 7 (Standort) | Ehem. Bauernhaus | zweigeschossiger Wohnteil mit Blockbau-Obergeschoss, Hochlaube und Giebellaube, Wirtschaftsteil ausgebaut, wohl noch 18. Jh. | D-1-87-179-49 | Ehem. Bauernhaus |

### Antersberg
| Lage                    | Objekt  | Beschreibung                                                           | Akten-Nr.    | Bild           |
| ----------------------- | ------- | ---------------------------------------------------------------------- | ------------ | -------------- |
| Antersberg 8 (Standort) | Kapelle | unverputzter Tuffquaderbau mit Dachreiter, bez. 1884; mit Ausstattung. | D-1-87-179-7 | weitere Bilder |

### Beyharting
| Lage                                                                         | Objekt                                                         | Beschreibung | Akten-Nr.     | Bild                                                           |
| ---------------------------------------------------------------------------- | -------------------------------------------------------------- | --- | ------------- | -------------------------------------------------------------- |
| Augustinerweg 4 (Standort)                                                   | Lourdeskapelle                                                 | Barockbau mit Pilastergliederung, verkröpftem Gebälk und Dreiecksgiebel, bez. 1750; mit Ausstattung. | D-1-87-179-12 | weitere Bilder                                                 |
| Augustinerweg 4 (Standort)                                                   | ehemaliges Pfarrhaus                                           | zweigeschossiger Satteldachbau mit befenstertem Kniestock, Sohlbankgesims und Putzgliederung, nach Plänen von Baumeister Gärtner, 1907. Zustand März 2022: unbewohnt, einige Fenster fehlen, Bauzaun. | D-1-87-179-68 | weitere Bilder                                                 |
| Maxlrainer Straße 6; Maxlrainer Straße 7 (Standort)                          | Ehemalige Schule                                               | Nordteil zum ehemaligen Nordflügel des Klosters gehörig, zweigeschossiger Walmdachbau, wohl 1730, erneuert 1748, Südteil zweieinhalbgeschossig mit Walmdach, Putzgliederungen und Segmentbogenfenstern, Ende 19. Jahrhundert; Torbau, zweigeschossig, wohl 18. Jahrhundert, modern verändert.              | D-1-87-179-9  | weitere Bilder                                                 |
| Maxlrainer Straße 7 (Standort)                                               | Teil des Nordflügels des ehemaligen Augustiner-Chorherrnstifts | zweieinhalbgeschossiger Walmdachbau, wohl 1730 und nach Klosterbrand 1784 erneuert; Torbau, zweigeschossig, wohl gleichzeitig. | D-1-87-179-8  | Teil des Nordflügels des ehemaligen Augustiner-Chorherrnstifts |
| Maxlrainer Straße 9 (Standort)                                               | Teil des Nordflügels des ehemaligen Augustiner-Chorherrnstifts | zweieinhalbgeschossiger Walmdachbau, wohl 1730 und nach Klosterbrand 1784 erneuert; Torbau, zweigeschossig, wohl gleichzeitig. | D-1-87-179-8  | Teil des Nordflügels des ehemaligen Augustiner-Chorherrnstifts |
| Maxlrainer Straße 11 (Standort)                                              | Ehemalige Augustinerchorherren-Stiftskirche                    | jetzt Pfarrkirche St. Johann Baptist, Saalbau mit Vorhalle, eingezogenem Langchor und Nordturm, Weihe des ersten Baues 1130, Chorneubau, Kreuzgang und Turm 1420/60, Langhausumbau zu einem einschiffigen Saalbau durch Constantin Pader 1668/70, 1730 barocke Ausgestaltung des Inneren; mit Ausstattung. | D-1-87-179-10 | weitere Bilder                                                 |
| Maxlrainer Straße 13 (Standort)                                              | Ehemaliger Prälatenstock des Chorherrnstifts                   | an die Kirche angeschlossener Dreiflügelbau, über dem mittelalterlichen Kreuzgang errichteter zweigeschossiger Barockbau, 1730; mit Ausstattung. | D-1-87-179-11 | weitere Bilder                                                 |
| an der Ostermünchener Straße zwischen Beyharting und Tuntenhausen (Standort) | Kapelle                                                        | sog. Hohe Kapelle, Nischenkapelle mit Halbwalmdach, bez. 1561; mit Ausstattung. | D-1-87-179-13 | Kapelle                                                        |

### Biberg
| Lage                          | Objekt                                           | Beschreibung                                                                               | Akten-Nr.     | Bild           |
| ----------------------------- | ------------------------------------------------ | ------------------------------------------------------------------------------------------ | ------------- | -------------- |
| Leonhardistraße 16 (Standort) | Katholische Filialkirche St. Ulrich und Leonhard | spätgotischer Saalbau mit Westturm, Langhaus 1686 umgestaltet, Turm 1880; mit Ausstattung. | D-1-87-179-14 | weitere Bilder |

### Bolkam
| Lage                     | Objekt  | Beschreibung | Akten-Nr.     | Bild           |
| ------------------------ | ------- | --- | ------------- | -------------- |
| Bolkam 10 (Standort)     | Kapelle | Neubau der abgebrochenen Kapelle 1984; mit Ausstattung.                                                                                   | D-1-87-179-15 | Kapelle        |
| Bolkamer Feld (Standort) | Kapelle | sog. Klausenkapelle, Satteldachbau mit einfacher Putzgliederung, im Inneren Lourdesgrotte, um 1830/40, erneuert um 1850; mit Ausstattung. | D-1-87-179-16 | weitere Bilder |

### Brettschleipfen
| Lage                         | Objekt     | Beschreibung | Akten-Nr.     | Bild           |
| ---------------------------- | ---------- | --- | ------------- | -------------- |
| Brettschleipfen 6 (Standort) | Bauernhaus | ehem. Einfirsthof, zweigeschossiger Wohnteil ehemals mit reichem Putzdekor, am Wirtschaftsteil Bundwerk, um 1840. | D-1-87-179-17 | weitere Bilder |

### Dettendorf
| Lage                           | Objekt                          | Beschreibung                                                                                          | Akten-Nr.     | Bild           |
| ------------------------------ | ------------------------------- | --- | ------------- | -------------- |
| Bruckhofer Straße 4 (Standort) | Hakenhof                        | zweigeschossiger Wohnteil mit Hochlaube und Laube, Wirtschaftsteil mit Bundwerk, um 1830/50.          | D-1-87-179-21 | Hakenhof       |
| Dorfstraße 3 (Standort)        | Bauernhaus                      | zweigeschossiger Flachsatteldachbau mit Blockbau-Obergeschoss, Hochlaube und Laube, 1. Hälfte 17. Jh. | D-1-87-179-20 | Bauernhaus     |
| Dorfstraße 5 (Standort)        | Kath. Filialkirche St. Nikolaus | Saalbau mit nördlichem Satteldachturm, im Kern romanisch, Chor und Turm spätgotisch; mit Ausstattung. | D-1-87-179-18 | weitere Bilder |

### Eisenbartling
| Lage                          | Objekt    | Beschreibung                                                                     | Akten-Nr.     | Bild           |
| ----------------------------- | --------- | -------------------------------------------------------------------------------- | ------------- | -------------- |
| Aschbacher Feld (Standort)    | Bildstock | Tuffpfeiler, 17. Jh.                                                             | D-1-87-179-24 | weitere Bilder |
| Ehegartner Wiesen (Standort)  | Bildstock | Tuffpfeiler, 17. Jh.                                                             | D-1-87-179-23 | Bildstock      |
| Ostermünchner Feld (Standort) | Kapelle   | gotisierender Satteldachbau mit Dachreiter, leicht eingezogener Chor, bez. 1900. | D-1-87-179-22 | Kapelle        |

### Guperding
| Lage                                       | Objekt  | Beschreibung | Akten-Nr.     | Bild           |
| ------------------------------------------ | ------- | --- | ------------- | -------------- |
| Unterfeld in der Flur Guperding (Standort) | Kapelle | neugotischer Satteldachbau, um 1850; mit Ausstattung. Zustand März 2022: Kapelle wurde vor Kurzem renoviert. Die Kapellenlinde wurde gefällt. | D-1-87-179-26 | weitere Bilder |

### Hohenthann
| Lage                      | Objekt                                     | Beschreibung | Akten-Nr.     | Bild           |
| ------------------------- | ------------------------------------------ | --- | ------------- | -------------- |
| Schloßstraße 4 (Standort) | Bauernhaus                                 | zweigeschossiger Flachsatteldachbau mit barocken Balkenköpfen und Aufzugsbalken in Drachenkopfform, 1. Hälfte 19. Jh. | D-1-87-179-34 | weitere Bilder |
| Schloßstraße 7 (Standort) | Einfirsthof                                | zweieinhalbgeschossiger Putzbau mit Flachsatteldach, Segmentbogenfenstern, Hausfigur und Eisenbalkon, Ende 19. Jh. | D-1-87-179-35 | weitere Bilder |
| Schloßstraße 8 (Standort) | Kath. Filialkirche St. Johannes Evangelist | Saalbau aus Tuffstein mit leicht eingezogenem und achsenverschobenem Chor, nördlicher Turm mit Spitzhelm, im Kern spätgotisch, Chor 1480, barocke Umgestaltung 1624/65, Turmerhöhung 1898; mit Ausstattung; Friedhof mit hoher Einfriedungsmauer, wohl 17./18. Jh. | D-1-87-179-29 | weitere Bilder |
| Thaler Weg 13 (Standort)  | Ehem. Bauernhaus                           | zweigeschossiger Blockbau mit Giebelschrot und Flachsatteldach, wohl Anfang 19. Jh.; 1981 aus Neugertsham, Ldkr. Passau herversetzt. | D-1-87-179-36 | weitere Bilder |

### Innerthann
| Lage                     | Objekt                          | Beschreibung | Akten-Nr.     | Bild           |
| ------------------------ | ------------------------------- | --- | ------------- | -------------- |
| Innerthann 10 (Standort) | Kath. Nebenkirche St. Dionysius | spätgotischer Saalbau mit Dreiseitschluss und Dachreiter über dem Westgiebel, Umgestaltung 1644, Dachreiter und Sakristei 1926; mit Ausstattung. | D-1-87-179-37 | weitere Bilder |

### Jakobsberg
| Lage                    | Objekt                         | Beschreibung | Akten-Nr.     | Bild           |
| ----------------------- | ------------------------------ | --- | ------------- | -------------- |
| Jakobsberg 6 (Standort) | Kath. Filialkirche St. Jakobus | Saalbau mit eingezogenem Chor und Nordturm mit Kuppelhaube, im Kern spätgotisch, barocker Neubau unter Einbeziehung des spätgotischen Chores und des Turmunterbaus durch Hans Mayr d. Ä., 1678/80; mit Ausstattung. | D-1-87-179-39 | weitere Bilder |

### Karlsried
| Lage                   | Objekt      | Beschreibung                                                                           | Akten-Nr.     | Bild        |
| ---------------------- | ----------- | -------------------------------------------------------------------------------------- | ------------- | ----------- |
| Karlsried 2 (Standort) | Einfirsthof | zweigeschossiger Wohnteil Flachsatteldach und Bundwerk am Wirtschaftsteil, um 1840/50. | D-1-87-179-40 | Einfirsthof |

### Lampferding
| Lage                      | Objekt                                    | Beschreibung | Akten-Nr.     | Bild           |
| ------------------------- | ----------------------------------------- | --- | ------------- | -------------- |
| Knogler Feld (Standort)   | Historische Ausstattung                   | Geißelheiland in modernem Kapellenbau von 1984.                                                                                           | D-1-87-179-44 | weitere Bilder |
| Lampferding 17 (Standort) | Katholische Pfarrkirche Mariä Himmelfahrt | spätgotischer Saalbau mit leicht eingezogenem Chor und nördlichem Satteldachturm, im 18. Jh. barockisiert und erweitert; mit Ausstattung. | D-1-87-179-41 | weitere Bilder |
| Lampferding 18 (Standort) | Bildstock                                 | Tuffpfeiler, um 1700; im Garten bei Liwa.                                                                                                 | D-1-87-179-43 | Bildstock      |

### Mailling
| Lage                    | Objekt               | Beschreibung                                                   | Akten-Nr.     | Bild           |
| ----------------------- | -------------------- | -------------------------------------------------------------- | ------------- | -------------- |
| Kapellenfeld (Standort) | Kapelle              | kleiner Saalbau mit Eckrustizierung, 19. Jh.; mit Ausstattung. | D-1-87-179-46 | weitere Bilder |
| Mailling 2 (Standort)   | Kapelle St. Calixtus | Saalbau mit Dachreiter, erbaut 1583; mit Ausstattung.          | D-1-87-179-45 | weitere Bilder |

### Maxlrain
| Lage                                                     | Objekt            | Beschreibung | Akten-Nr.     | Bild           |
| -------------------------------------------------------- | ----------------- | --- | ------------- | -------------- |
| Freiung 1 (Standort)                                     | Schlosswirtschaft | zweigeschossiger Flachsatteldachbau mit barocken Wandbildern und Stützpfeilern, wohl 18. Jh., 1936 erneuert; mit Ausstattung. | D-1-87-179-47 | weitere Bilder |
| Freiung 7; Freiung 3; Nähe Freiung; Freiung 5 (Standort) | Schloss Maxlrain  | dreigeschossiger Satteldachbau mit vier zwiebelgedeckten Ecktürmen und angesetzten ehrenhofartigen Flügeltrakten, gemalte Renaissance-Fassadengliederung, Kernbau errichtet 1582–85, Flügelbauten in Formen der Renaissance von 1891; Schlosskapelle, um 1730; mit Ausstattung; Ehem. Schlossökonomie, östlicher Flügel eingeschossig mit Mansarddach, 18. Jh.; westlich ehem. Wirtschaftsgebäude, zweigeschossiger Mansarddachbau, wohl um 1890; Einfriedung, 1891; Schlossgartenummauerung, wohl 18. Jh.; Schlossalleen, mit Eichen und Linden, 18. Jh. | D-1-87-179-48 | weitere Bilder |

### Oberrain
| Lage                  | Objekt        | Beschreibung                                                                                            | Akten-Nr.     | Bild           |
| --------------------- | ------------- | --- | ------------- | -------------- |
| Oberrain 4 (Standort) | Ehem. Schloss | zweigeschossiger Putzbau mit steilem Krüppelwalmdach, an der Ostseite Turm mit Schlosskapelle, um 1595. | D-1-87-179-50 | weitere Bilder |

### Oed
| Lage                                  | Objekt     | Beschreibung                                                       | Akten-Nr.     | Bild           |
| ------------------------------------- | ---------- | ------------------------------------------------------------------ | ------------- | -------------- |
| Längenfeld in der Flur Oed (Standort) | Hofkapelle | kleiner neugotischer Satteldachbau, Ende 19. Jh.; mit Ausstattung. | D-1-87-179-51 | weitere Bilder |

### Ostermünchen
| Lage                                | Objekt                                         | Beschreibung | Akten-Nr.     | Bild           |
| ----------------------------------- | ---------------------------------------------- | --- | ------------- | -------------- |
| Fritz-Schäffer-Straße 14 (Standort) | Grufthalle der Familie Dyroff                  | eingeschossiger unverputzter Tuffquaderbau mit Säulen und Walmdach, u. a. Grabstätte des ehemaligen Bundesfinanzministers Fritz Schäffer († 1967), Entwurf von Theodor Dombart, errichtet 1931. | D-1-87-179-66 | weitere Bilder |
| Fritz-Schäffer-Straße 14 (Standort) | Kath. Pfarrkirche St. Stephanus und Laurentius | mit leicht eingezogenem Chor und Nordturm, 1504 errichtet, 1693 und 1794 verändert, südlicher Sakristeianbau 1872; mit Ausstattung.                                                             | D-1-87-179-52 | weitere Bilder |

### Schönau
| Lage                      | Objekt                              | Beschreibung | Akten-Nr.     | Bild           |
| ------------------------- | ----------------------------------- | --- | ------------- | -------------- |
| Kirchenweg 1 (Standort)   | Einfirsthof                         | zweigeschossiger Wohnteil mit Flachsatteldachbau und Traufschrot an der Südseite, Wirtschaftstrakt mit Bundwerk, 1827.                                                                                          | D-1-87-179-57 | weitere Bilder |
| Kirchenweg 5 (Standort)   | Kath. Pfarrkirche Mariä Himmelfahrt | Saalbau mit eingezogenem Chor und Spitzturm, barocker Neubau unter Einbeziehung des mittelalterlichen Turmunterbaus und der Umfassungsmauern des Chores, Weihe 1723, Turmobergeschoss 19. Jh.; mit Ausstattung. | D-1-87-179-56 | weitere Bilder |
| Lindenstraße 1 (Standort) | Ehem. Schulhaus                     | seit 2000 Haus der Vereine, zwei zweigeschossige klassizisierende Giebelbauten mit Satteldach, durch Querbau miteinander verbunden, bez. 1842.                                                                  | D-1-87-179-58 | weitere Bilder |
| Lindenstraße 3 (Standort) | Einfirsthof                         | zweieinhalbgeschossiger Wohnteil mit Flachsatteldach und Putzgliederungen, Wirtschaftsteil mit Bundwerk, Mitte 19. Jh.                                                                                          | D-1-87-179-59 | weitere Bilder |

### Schweizerberg
| Lage                         | Objekt      | Beschreibung                                                 | Akten-Nr.     | Bild           |
| ---------------------------- | ----------- | ------------------------------------------------------------ | ------------- | -------------- |
| Dettendorfer Feld (Standort) | Feldkapelle | kleiner Putzbau mit Satteldach und Lourdesgrotte, bez. 1921. | D-1-87-179-60 | weitere Bilder |

### Sindlhausen
| Lage                      | Objekt                      | Beschreibung                                                                              | Akten-Nr.     | Bild           |
| ------------------------- | --------------------------- | ----------------------------------------------------------------------------------------- | ------------- | -------------- |
| Sindlhausen 21 (Standort) | Filialkirche St. Margaretha | kleiner Saalbau mit Dachreiter, im Kern romanisch, umgebaut 17./18. Jh.; mit Ausstattung. | D-1-87-179-61 | weitere Bilder |
| Sindlhausen 30 (Standort) | Bildstock                   | Tuffstein, mit Pilastergliederung, Ende 16. / Anfang 17. Jh.                              | D-1-87-179-62 | Bildstock      |

### Stetten
| Lage                 | Objekt     | Beschreibung                                                                            | Akten-Nr.     | Bild       |
| -------------------- | ---------- | --------------------------------------------------------------------------------------- | ------------- | ---------- |
| Stetten 1 (Standort) | Hofkapelle | Satteldachbau mit teilweise unverputztem Tuffquadermauerwerk, 19. Jh.; mit Ausstattung. | D-1-87-179-63 | Hofkapelle |

### Thal
| Lage               | Objekt                       | Beschreibung | Akten-Nr.     | Bild           |
| ------------------ | ---------------------------- | --- | ------------- | -------------- |
| Thal 24 (Standort) | Kath. Filialkirche St. Georg | doppelgeschossiger romanischer Tuffquaderbau mit neugotischem Dachreiter, rechteckiger Satteldachbau mit eingezogener, hufeisenförmiger Apsis, im Kern 11. Jh; mit Ausstattung. | D-1-87-179-64 | weitere Bilder |

## Ehemalige Baudenkmäler
In diesem Abschnitt sind Objekte aufgeführt, die früher einmal in der Denkmalliste eingetragen waren, jetzt aber nicht mehr. Objekte, die in anderem Zusammenhang – also z. B. als Teil eines Baudenkmals – weiter eingetragen sind, sollen hier nicht aufgeführt werden. Aktennummern in diesem Abschnitt sind ehemalige, jetzt nicht mehr gültige Aktennummern.

| Lage                       | Objekt           | Beschreibung | Akten-Nr.     | Bild           |
| -------------------------- | ---------------- | --- | ------------- | -------------- |
| Schmidhausen 18 (Standort) | Ehem. Bauernhaus | zweigeschossiger Flachsatteldachbau mit Bundwerkgiebel und Giebellaube, 2. Hälfte 18. Jh., ehem. Wirtschaftsteil zu Wohnzwecken ausgebaut. | D-1-87-179-55 | weitere Bilder |